# Rhoptropus
Rhoptropus — рід геконоподібних ящірок родини геконових (Gekkonidae). Представники цього роду мешкають в Анголі і Намібії.

## Види
Рід Rhoptropus нараховує 9 видів:
- Rhoptropus afer W. Peters, 1869
- Rhoptropus barnardi Hewitt, 1926
- Rhoptropus benguellensis Mertens, 1938
- Rhoptropus biporosus V. FitzSimons, 1957
- Rhoptropus boultoni K.P. Schmidt, 1933
- Rhoptropus bradfieldi Hewitt, 1935
- Rhoptropus diporus Haacke, 1965
- Rhoptropus montanus Laurent, 1964
- Rhoptropus taeniostictus Laurent, 1964

## Етимологія
Наукова назва роду Rhoptropus походить від сполучення слів дав.-гр. ῥοπτρον — палиця і πους — стопа.